# Наховский (Калинковичский район)
Наховский (бел. Нахаўскі) — посёлок и железнодорожная станция Нахов (на линии Гомель — Лунинец), в Наховском сельсовете Калинковичского района Гомельской области Беларуси.

## География

### Расположение
В 29 км на северо-восток от Калинкович, 98 км от Гомеля.

## Транспортная сеть
Транспортные связи по просёлочной, затем автомобильной дороге Гомель — Лунинец. Планировка состоит из бессистемной застройки около железной дороги и просёлочной дороги. Жилые дома деревянные, усадебного типа.

## История
Со сдачей в эксплуатацию в феврале 1886 года железной дороги Лунинец — Гомель здесь начал работу железнодорожный разъезд, а позже железнодорожная станция. Рядом формировался посёлок. Во время Великой Отечественной войны оккупанты в 1941-43 годах сожгли 10 дворов и убили 10 жителей. В боях за посёлок и окрестности погибли 199 советских солдат (похоронены в братской могиле в центре посёлка). 18 жителей погибли на фронте. Современное название посёлку присвоено Указом Президиума Верховного Совета БССР от 21 января 1969 года. В составе колхоза «50 лет Октября» (центр — деревня Нахов), располагались лесничество, 9-летняя школа, 2 магазина.

## Население

### Численность
- 2004 год — 27 хозяйств, 42 жителя.

### Динамика
- 1930 год — 31 двор, 120 жителей.
- 1940 год — 60 дворов, 240 жителей.
- 1959 год — 716 жителей (согласно переписи).
- 2004 год — 27 хозяйств, 42 жителя.